# Chandrakirti
Chandrakirti (ca. 600-650) filósofo indio y abad de Nalanda. Continuador del pensamiento del sabio budista Nagarjuna y autor de comentarios sobre la obra de este y de su principal discípulo, Aryadeva. Fue el autor principal de la subescuela Prasangika de la tradición filosófica Madhyamaka. 

## Biografía
Nació en Samata, en el sur de la India, durante el reinado de Sila. Se ordenó monje y aprendió en su región natal los fundamentos del budismo antes de dirigirse a la Universidad de Nalanda donde estudió las obras de Nagarjuna. Reconocido por su erudición, fue nombrado rector. Era partidario del método de debate por reducción al absurdo iniciado por Buddhapalita. Fue contemporáneo del gramático sánscrito Chandragomin, con el que sostuvo un debate que duró siete años. El testimonio primario sobre su obra lo constituyen listados de los trabajos que se le atribuyen, compilados por eruditos indios y tibetanos posteriores a su tiempo. Sus obras más conocida son el comentario sobre el Mūlamadhyamakakārikā de Nagarjuna, titulado Prasannapadā, (sánscrito: palabras claras) y el Madhyamakāvatāra (Introducción a la Vía Media, o Guía del Camino Medio), que suplementa el texto anterior. 
En sus escritos Candrakīrti defendió a Buddhapālita contra Bhāvaviveka, criticando el uso del silogismo autónomo por este último. También refutó posiciones de escuelas budistas anteriores, como la Vijñānavāda o Idealista.
Además de los tratados filosóficos y temas conexos, se le acredita la composición de varios tratados tántricos, aunque estudiosos occidentales prefieren atribuirlos a un homónimo posterior.
Aunque hubo otros comentarios anteriores que explicaban a Nagarjuna, el de Chandrakirti, único que se conservó en el sánscrito original, fue el que adquirió mayor autoridad. El Madhyamakavatara es utilizado en la actualidad como texto principal para el estudio del concepto del sunyata (sánscr. vacuidad) y la filosofía Madhyamaka por la mayoría de los colegios monásticos tibetanos.
Escritos:
Ingreso al Camino Medio